# Diplarche
Diplarche  (лат.) — род растений семейства Вересковые.

## Биологическое описание
Вид Diplarche multiflora — растение 6—8 см высотой. Веточки тёмно-коричневого цвета; листовая пластинка линейная, 5,5—6 мм длиной, 1—1,3 мм шириной. Соцветия около 1 см в длину, 8—12-цветковые; прицветники эллиптическо-яйцевидные, 2,5—5,5 мм длиной. Венчик около 7 мм длиной, трубка около 4 мм длиной; тычинки около 2 мм длиной. Плод — коробочка.

## Виды
По данным The Plant List, род включает в себя 2 вида:
- Diplarche multiflora Hook.f. & Thomson
- Diplarche pauciflora Hook.f. & Thomson